# Corné
Cet article possède des paronymes, voir Corn et Corne.
Pour les articles ayant des titres homophones, voir Cornée et Cornet.
Corné est une ancienne commune française située dans le département de Maine-et-Loire, en région Pays de la Loire, devenue le 1er janvier 2016, une commune déléguée de la commune nouvelle de Loire-Authion.

## Géographie
Commune angevine de la vallée de l'Authion, Corné se situe au sud-ouest de Bauné, sur la route D 347 (ex-N 147), Saint-Barthélemy-d'Anjou - Mazé.
Le territoire de la commune est traversé par l'Authion (rivière) et se situe dans le parc naturel régional Loire-Anjou-Touraine.

## Toponymie et héraldique

### Héraldique
| Blason de Corné | Blason  | Écartelé : au 1er d'azur à la grappe de raisin d'or, au 2e d'argent à la tête de crosse contournée de sable, au 3e d'argent à la fleur de lis de sable soutenue d'un poisson du même, au 4e de gueules à l'épi de maïs d'or; à la tierce ondée d'azur, de sable et de gueules, l'intervalle entre les burelles rempli d'argent, brochant sur la partition. |
| Blason de Corné | Détails | Le statut officiel du blason reste à déterminer. |

## Histoire
Durant la guerre franco-allemande de 1870-1871, la commune accueille des ambulances militaires (un hôpital militaire provisoire) où sont soignés des soldats mobilisés du département de la Charente-inférieure (Charente-Maritime)[réf. nécessaire].
Le 25 avril 1894, dans le cimetière de la commune, un monument est inauguré en hommage à ces morts et aux soldats natifs de la commune morts au combat. La tombe de l'un d'entre eux est toujours dans le cimetière municipal : « Auguste Launay, décoré de la médaille militaire, mort à Corné le 30 octobre 1874 dans sa 26e année, des suites de blessures reçues le 4 décembre 1870 à la défense du pont de Cercottes (Loiret) ».
Pendant la Première Guerre mondiale, 65 habitants perdent la vie. Lors de la Seconde Guerre mondiale, un habitant est tué.
En fin d'année 2015, les communes d'Andard, Bauné, La Bohalle, Brain-sur-l'Authion, Corné, La Daguenière et Saint-Mathurin-sur-Loire se regroupent pour former la commune nouvelle de Loire-Authion.

## Politique et administration

### Administration municipale

#### Administration actuelle
Depuis le 1er janvier 2016, Corné constitue une commune déléguée au sein de la commune nouvelle de Loire-Authion et dispose d'un maire délégué.
| Période                                  | Période  | Identité           | Étiquette | Qualité                                         |
| ---------------------------------------- | -------- | ------------------ | --------- | ----------------------------------------------- |
| janvier 2016                             | mai 2020 | Marie-France Renou | DVG       | Conseillère départementale du Canton d'Angers-7 |
| mai 2020                                 | en cours | Daniel Rault       |           | Retraité du cadre bancaire                      |
| Les données manquantes sont à compléter. |          |                    |           |                                                 |

#### Administration ancienne
| Période                                  | Période       | Identité            | Étiquette | Qualité |
| ---------------------------------------- | ------------- | ------------------- | --------- | --- |
| Les données manquantes sont à compléter. |               |                     |           | |
| ca. 1936                                 |               | Jean Lebrun         |           | |
| Les données manquantes sont à compléter. |               |                     |           | |
| ?                                        | mai 1953      | M. Rault            |           | |
| mai 1953                                 | mars 1977     | Clément Chevet      |           | |
| mars 1977                                | mars 1983     | Louis Carpentier    |           | |
| mars 1983                                | mars 1989     | René Huart          |           | |
| mars 1989                                | juin 1995     | Pierre Bodin        |           | Ancien directeur commercial des ardoisières d'Angers |
| juin 1995                                | mars 2008     | Marc Pouplard       | DVD       | Ingénieur retraité |
| mars 2008                                | mars 2014     | Jean-Claude Lacheny | DVD       | Dirigeant de l'industrie métallurgique retraité Ancien 1er vice-président de la CCI de Maine-et-Loire Vice-président de la CC de la Vallée-Loire-Authion |
| mars 2014                                | décembre 2015 | Marie-France Renou  | DVG       | Retraitée de la fonction publique territoriale |

### Intercommunalité
La commune est membre jusqu'en 2015 de la communauté de communes de la Vallée-Loire-Authion, elle-même membre du syndicat mixte Pôle métropolitain Loire Angers . L'intercommunalité est dissoute le 31 décembre 2015.

## Population et société

### Démographie

#### Évolution démographique
L'évolution du nombre d'habitants est connue à travers les recensements de la population effectués dans la commune depuis 1793. À partir du 1er janvier 2009, les populations légales des communes sont publiées annuellement dans le cadre d'un recensement qui repose désormais sur une collecte d'information annuelle, concernant successivement tous les territoires communaux au cours d'une période de cinq ans. 
Pour les communes de moins de 10 000 habitants, une enquête de recensement portant sur toute la population est réalisée tous les cinq ans, les populations légales des années intermédiaires étant quant à elles estimées par interpolation ou extrapolation. Pour la commune, le premier recensement exhaustif entrant dans le cadre du nouveau dispositif a été réalisé en 2005,.
En 2013, la commune comptait 2 881 habitants, en évolution de +0,03 % par rapport à 2008 (Maine-et-Loire : +3,3 %, France hors Mayotte : +2,49 %).
| 1793  | 1800  | 1806  | 1821  | 1831  | 1836  | 1841  | 1846  | 1851  |
| ----- | ----- | ----- | ----- | ----- | ----- | ----- | ----- | ----- |
| 1 886 | 1 946 | 1 984 | 1 973 | 2 065 | 2 079 | 2 092 | 2 176 | 2 143 |

| 1856  | 1861  | 1866  | 1872  | 1876  | 1881  | 1886  | 1891  | 1896  |
| ----- | ----- | ----- | ----- | ----- | ----- | ----- | ----- | ----- |
| 2 075 | 1 983 | 1 989 | 2 009 | 1 991 | 1 877 | 1 924 | 1 815 | 1 772 |

| 1901  | 1906  | 1911  | 1921  | 1926  | 1931  | 1936  | 1946  | 1954  |
| ----- | ----- | ----- | ----- | ----- | ----- | ----- | ----- | ----- |
| 1 679 | 1 608 | 1 541 | 1 400 | 1 380 | 1 379 | 1 371 | 1 340 | 1 415 |

| 1962  | 1968  | 1975  | 1982  | 1990  | 1999  | 2005  | 2010  | 2013  |
| ----- | ----- | ----- | ----- | ----- | ----- | ----- | ----- | ----- |
| 1 383 | 1 400 | 1 524 | 1 775 | 2 310 | 2 572 | 2 758 | 2 866 | 2 881 |

#### Pyramide des âges
La population de la commune est relativement jeune. Le taux de personnes d'un âge supérieur à 60 ans (15,4 %) est en effet inférieur au taux national (21,8 %) et au taux départemental (21,4 %).
À l'instar des répartitions nationale et départementale, la population féminine de la commune est supérieure à la population masculine. Le taux (51,1 %) est du même ordre de grandeur que le taux national (51,9 %).
La répartition de la population de la commune par tranches d'âge est, en 2008, la suivante :
- 48,9 % d’hommes (0 à 14 ans = 23,2 %, 15 à 29 ans = 16,4 %, 30 à 44 ans = 23,9 %, 45 à 59 ans = 21,4 %, plus de 60 ans = 15,1 %) ;
- 51,1 % de femmes (0 à 14 ans = 23,7 %, 15 à 29 ans = 15,7 %, 30 à 44 ans = 23,8 %, 45 à 59 ans = 21,1 %, plus de 60 ans = 15,6 %).

| Hommes | Classe d’âge | Femmes |
| ------ | ------------ | ------ |
| 0,4    | 90 ans ou +  | 0,7    |
| 3,6    | 75 à 89 ans  | 4,8    |
| 11,1   | 60 à 74 ans  | 10,1   |
| 21,4   | 45 à 59 ans  | 21,1   |
| 23,9   | 30 à 44 ans  | 23,8   |
| 16,4   | 15 à 29 ans  | 15,7   |
| 23,2   | 0 à 14 ans   | 23,7   |

| Hommes | Classe d’âge | Femmes |
| ------ | ------------ | ------ |
| 0,4    | 90 ans ou +  | 1,1    |
| 6,3    | 75 à 89 ans  | 9,5    |
| 12,1   | 60 à 74 ans  | 13,1   |
| 20,0   | 45 à 59 ans  | 19,4   |
| 20,3   | 30 à 44 ans  | 19,3   |
| 20,2   | 15 à 29 ans  | 18,9   |
| 20,7   | 0 à 14 ans   | 18,7   |

## Économie
Sur 173 établissements présents dans la commune à la fin de 2010, 17 % relevaient du secteur de l'agriculture (pour une moyenne de 17 % dans le département), 8 % du secteur de l'industrie, 14 % du secteur de la construction, 53 % de celui du commerce et des services et 8 % du secteur de l'administration et de la santé.

## Culture locale et patrimoine

### Lieux et monuments
- Église Saint-Blaise, des XIe aux XVIIIe siècles[17].

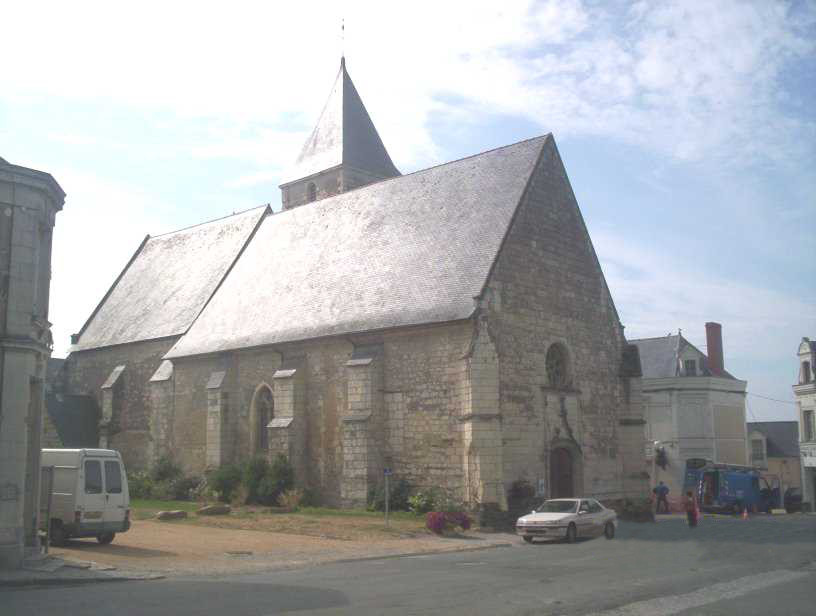
Église Saint-Blaise.
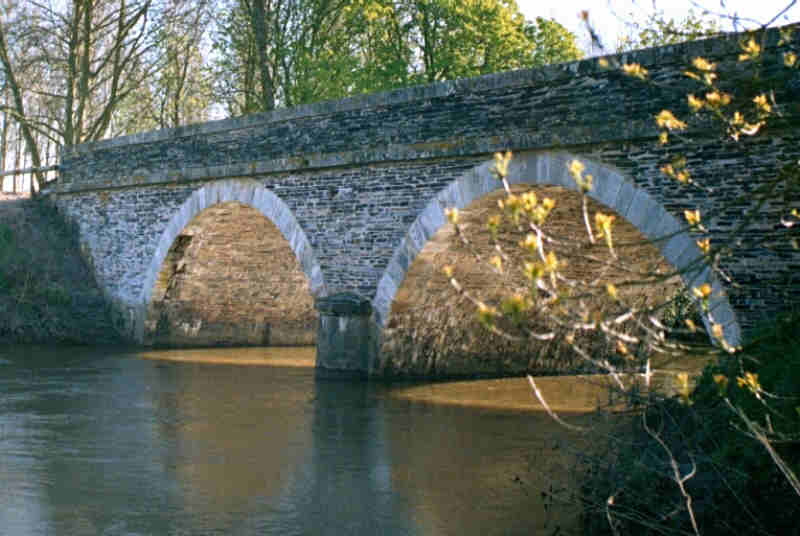
Pont sur l'Authion.

### Personnalités liées à la commune
- Charles Maillard (1876-1973), sculpteur et céramiste, mort à Corné.
- André Jaunet (1911-1988), flûtiste, né à Corné.
- Jack Krine (1944- ), aviateur français, né à Corné.
- Emmanuel Bourgaud (1987- ), footballeur français, né à Corné.